# تعليم المرأة في إيران

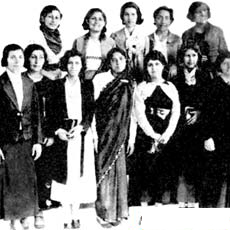
سيدات إيرانيات في أول جامعة نسائية من بينهما مهرانجيز منوشهريان (سناتور)، وشمس الملوك موشاب (سناتور)، وبردولمولوك بامداد.

بدأ التعليم الرسمي للنساء في إيران عندما أُنشِأَت أول مدرسة ابتدائية للبنات عام 1907، ولطالما كان للتعليم دور بالغ الأهمية في إيران، خصوصًا عندما بدأ عصر التحديث تزامنًا مع تسلُّم الشاه رضا بهلوي  ( بالإنجليزية: Reza Shah Pahlavi) الحكم في بدايات القرن العشرين فبدأت أعداد المدارس المخصصة للسيدات في التزايد، ووَفرَّت القوانين التي أعطت النساء الحق في التصويت ورفعت السن الأدنى للزواج للنساء مزيدًا من الفرص للدراسة خارج المنزل.
استمر تعليم النساء بالانتشار والتزايد تزامنًا مع أسلمة التعليم التي حدثت إبان الثورة الإسلامية في إيران عام 1979 ووصل إلى الذروة في السنوات التي تلت التغيرات الأصولية على مناهج التعليم وهيكلة الفصول الدراسية، وبحلول عام 1989 هيمنت المشاركة النسائية على أعداد المؤدِين لاختبارات القبول في الكليات.  
لم تتأثر المشاركة المتزايدة للنساء في العملية التعليمية بالسلب بالرغم من المحاولات المستمرة لفرض القيود عليها، وتباينت التغيُّرات المؤثرة في تعليم المرأة من السيطرة والاستغلال المتزايد للفرص المتاحة للنساء إلى فرض المتطلبات الصارمة والمقيدة لدورهن في التعليم كالفصل بين الجنسين والالتزام بالزي الإسلامي وتوجيه النساء إلى المجالات التي يُعتقد أنها أنثوية منعهن من التقدم في مهن معينة.